# ジョン・バスキーフィールド
ジョン・"ジャック"・ダニエル・バスキーフィールド VC（John "Jack" Daniel Baskeyfield, 1922年11月18日 - 1944年9月20日）は、イギリスの軍人。第二次世界大戦中のヴィクトリア十字章受章者の1人。
1944年、オーステルベークを巡る戦いの最中、バスキーフィールドは2門の対戦車砲を指揮して敵戦車数両を撃破した。やがて砲兵らが殺害された後も、バスキーフィールドは自らが戦死するまで単身で対戦車砲を撃ち続けた。戦後も彼の遺体は発見されず、正式な埋葬は行われなかった。

## 陸軍入隊まで
1922年、ストーク＝オン＝トレントのバーズレムに生まれる。彼は肉屋として働いていたが、1942年2月に徴兵され19歳で陸軍に入隊した。

## 第二次世界大戦
バスキーフィールドはサウススタッフォードシャー連隊第2大隊対戦車小隊に配属された。第2大隊は第1空挺師団第1空挺降下旅団の一部として北アフリカに派遣され、1943年のシチリア侵攻の一部である空挺作戦（ラッドブローク作戦）に参加した。その後、第1空挺師団はシチリア上陸（スラップスティック作戦）への参加を経て、一時イギリス本土へと帰還した。

### アルンヘムの戦い
マーケット・ガーデン作戦の最中、アルンヘムには英第1空挺師団、ポーランド第1独立落下傘旅団が展開した。彼らは作戦の最終段階として下ライン川に掛かる橋を確保するべく9月17日に降下したが、連合国軍はアルンヘムの周辺に休息および再編成の為に後退してきた武装親衛隊の2個装甲師団（第9・第10）が展開していることを察知していなかった。その結果、アルンヘムの防衛には多数の装甲擲弾兵、戦車、自走砲が加わり、連合国軍は苦戦を強いられることとなる。目標であったアルンヘム道路橋に到達したのはごく一部で、彼らも9月21日にはドイツ軍の攻撃を受けて撤退している。空挺部隊の大部分は橋の西側で包囲され、9月25日夜から26日未明にかけて脱出した（ベルリン作戦）。結局、橋の確保は失敗に終わり、連合国軍主力のライン川突破は1945年3月の大攻勢まで待たねばならなかった。

#### サウススタッフォードシャー連隊第2大隊の展開

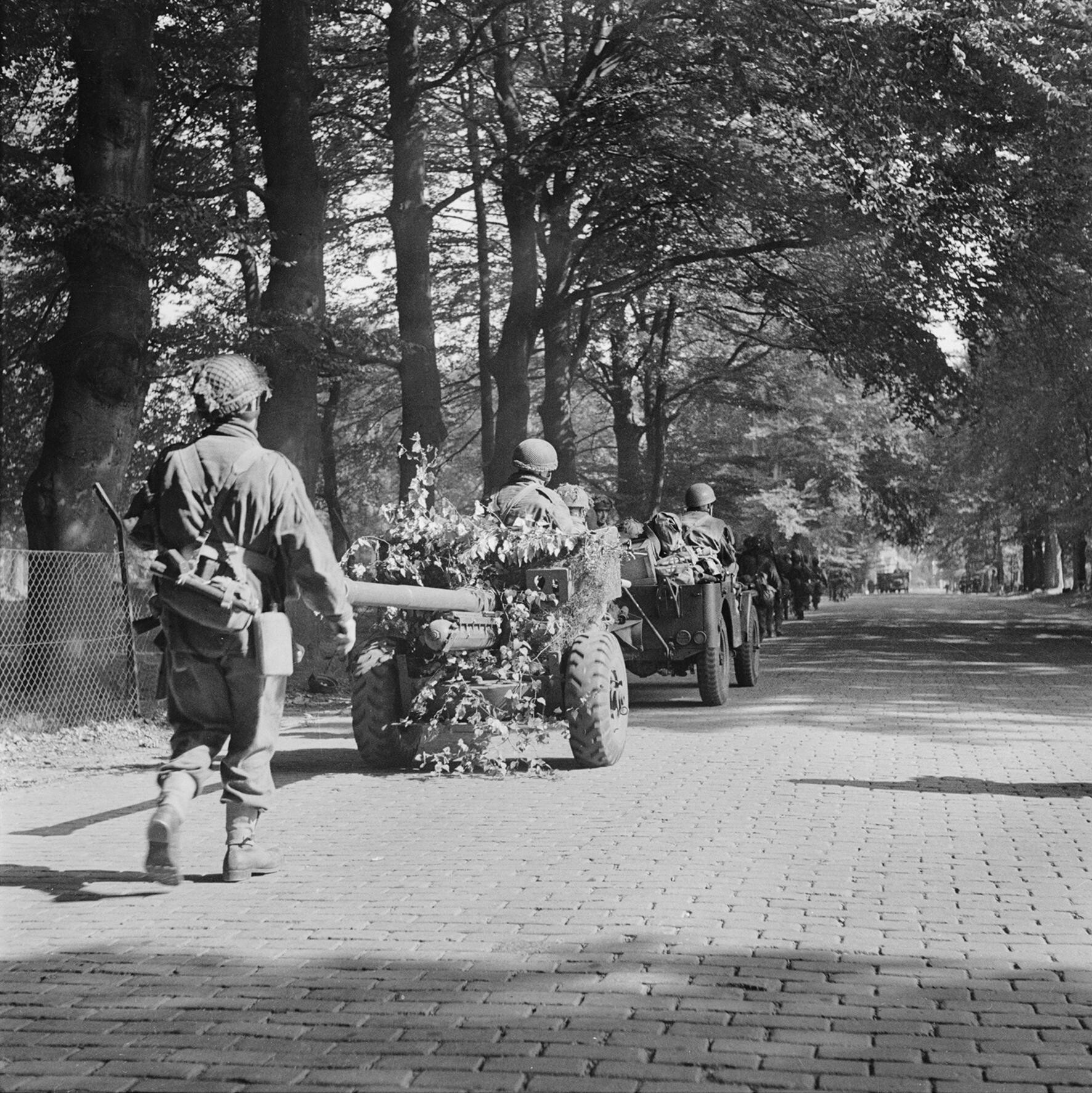
アルンヘムへ向けて6ポンド対戦車砲を運ぶサウススタッフォードシャー連隊第2大隊の兵士（1944年9月18日）

当時、航空機が不足していた為、連合国軍は3日間で師団全員をアルンヘムに降下させる計画を立てていた。バスキーフィールドの所属するサウススタッフォードシャー大隊は初日に大半が降下し、残りが2日目に降下した。大隊付の対戦車砲はマンストン空軍基地から初日のうちに空輸された。
ロイ・アーカート少将が立案した当初の計画では第1空挺降下旅団が後続部隊の為に降下地点を確保するとされていた。しかし、実際の連合国軍の動きには初日から大幅な遅れが出始めていた。橋に到達したのは第1落下傘旅団所属の小部隊（大部分はジョン・フロスト中佐指揮下の第2大隊）のみであった。同旅団のうち第1および第3大隊がアルンヘム郊外への浸透に失敗して足止めされており、9月18日朝にはサウススタッフォードシャー大隊の初日降下組が前進し両大隊の支援に向かった。2日目降下組がアルンヘムに到達するのは夜になってからだった。バスキーフィールドら対戦車小隊は部隊が展開した地域の守備に当たった。
9月19日未明、橋を突破するべく川と鉄道の中間地点から攻勢が開始された。夜間の市街地では有効な展開が難しいと考えられた為、ほとんどの支援火器は後方に残されたままだった。結局、この攻勢はドイツ軍の装甲部隊や厳重な防衛網に阻まれ、英軍は撤退を余儀なくされた。

#### オーステルベークへの撤退

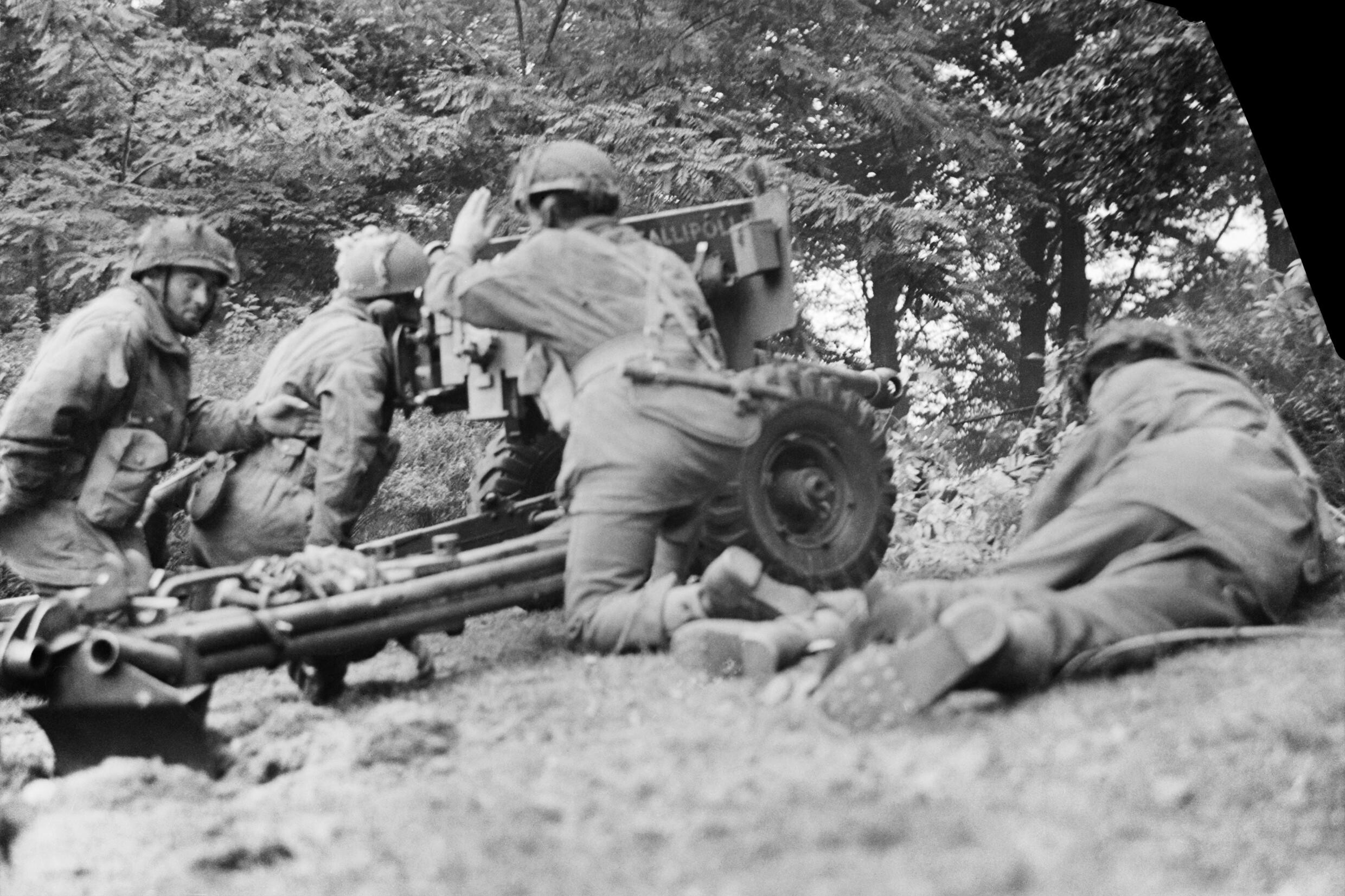
オーステルベーク西部に展開したボーダー連隊所属の6ポンド対戦車砲。彼らはバスキーフィールドと同じ日にドイツ軍装甲部隊と戦った（1944年9月20日）

攻撃に失敗した4個大隊の残余は混乱に陥ったままオーステルベークまで撤退した。オーステルベークでは現地の守備に当たっていた第1空挺軽砲兵連隊の連隊長シェリフ・トンプソン中佐（Sheriff Thompson）の元で守備隊に組み込まれ、やがて混乱も落ち着いていった。4個大隊の残余はロバート・カイン少佐の指揮下に置かれ、75mm榴弾砲陣地から半マイル前方で防衛線を形成した。この守備部隊はトンプソン中佐の名から「トンプソン・フォース」（Thompson Force）と呼ばれていたが、彼は別方面の指揮を取るために翌日オーステルベークを離れており、後任者としてリチャード・ロンズデール少佐が送られている。
9月20日の夜明け直後、守備隊に対するドイツ軍の攻撃が始まった。バスキーフィールドは6ポンド対戦車砲2門を以ってしてオーステルベークとアルンヘムを結ぶベネーデンドルプス通り（Benedendorpsweg）の南端にあたるT字路を防衛せよとの命令を受けた。彼自身が指揮する砲はベネーデンドルプス通りに北側から繋がるアカシアラーン（Acacialaan）という道路に配置され、もう1門はその右手（東側）の道に配置された。
戦闘の初期段階、バスキーフィールドの砲はアカシアラーンへと前進してきたドイツ軍の戦車2両と自走砲1両を撃破している。しかし付近の建物に立てこもっていた第11大隊所属の空挺隊員らに対する敵歩兵の攻撃が始まり、バスキーフィールド達がこれに対処している間に敵の走行車両が100ヤードの距離まで接近していた。バスキーフィールドはすぐに発砲を命じたが、この際の反撃により部下の砲兵らが死傷し、彼自身も重症を負った。しかし、彼は撤退を拒否し、単身で装填、照準、発砲を行いドイツ軍装甲部隊と戦った。彼は砲が破壊されるまで次々と発砲し、その後に東側の砲まで這いずっていった。この時点で東側の砲に付いていた砲兵らも死傷し、砲撃を行えない状況にあった。彼はここでさらに別の自走砲を破壊したが、その直後に別の戦車からの反撃を受けて戦死した。
ロンズデール指揮下の部隊は同日中に後退し、9月21日にはトンプソンが負傷した為、部隊の名前が正式に「ロンズデール・フォース」（Lonsdale Force）と改められた。ロンズデール・フォースは9月25日夜のベルリン作戦で撤退するまで、オーステルベーク周辺の確保に努めた。

## ヴィクトリア十字章
英国官報ロンドンガゼッタでは、1944年11月23日付でバスキーフィールドへのヴィクトリア十字章授与について次のように記している。

1944年9月20日、アルンヘムの戦いの最中、軍曹勤務伍長バスキーフィールドはオーステルベークにて6ポンド対戦車砲の指揮を執っていた。敵は歩兵、戦車、自走砲の大部隊による攻勢を行い、彼らの大隊を駆逐しようと試みた。戦闘の初期段階において、彼は自らの危険も顧みず、冷静かつ大胆に振舞い、これによって彼の指揮下にあった砲兵は少なくとも2両のタイガー戦車と1両の自走砲を、いずれも100ヤード以内の距離で撃破している。
この過程でバスキーフィールド伍長は足に重症を負い、他の砲兵もほとんどが負傷ないし戦死していた。しかし交戦後のわずかな休息の際には連隊の救護所への後送を拒否した上、自ら対戦車砲に着き、隣の塹壕にいる戦友を励ましていた。
その後、敵は更に激しい攻撃を行い、迫撃砲や野砲の砲弾が降り注いだ。彼は1人で砲に着き、その砲が破壊されるまで立て続けに砲撃を行った。この時点で彼の目的は、敵の戦車を少しでも足止めすることであった。生き残っていた砲兵らが彼のもとに集まり、共に戦い続けたという事実は、間違いなく彼の類稀なる卓越した勇敢に起因する。その後、何度も何度も敵は攻撃を試み、そして撃退された。やがて彼の砲が破壊された時、バスキーフィールド伍長は既に砲手らが殺害されていた別の6ポンド対戦車砲まで這いずり、片手で砲の操作を行った。彼はこの砲を用いて接近してきた自走砲と対峙した。この際、彼を支援するべく別の兵士らが地面を這って接近しようと試みたが、1度の攻撃でほとんどが殺害された。バスキーフィールド伍長は2発を発砲し、敵車両を無力化した。彼はさらに3発目を発砲しようとしていたが、しかし、自走砲の援護を行っていた敵戦車の砲撃を受け戦死した。
彼の卓越した勇敢の前では、どのような賞賛の言葉も十分とは言い難い。彼がアルンヘムで示した勇気の物語は、その後の日々においてあらゆる階級の将兵を激励したのである。彼は最高の闘志を以ってして危険をはねつけ、痛みを無視し、彼の行いを目にしたすべての人々に彼が示したのと同様の義務に対する積極性と粘り強い献身を伝播させたのだ。

## その後

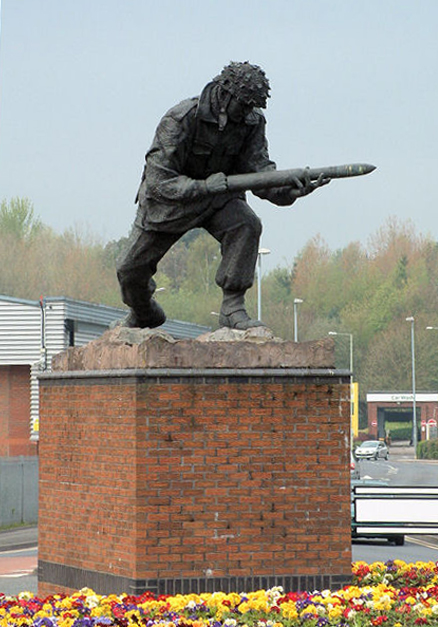
ストーク＝オン＝トレントのガーデン・フェスティバルに設置されたバスキーフィールドの記念碑。

1945年4月にアルンヘムが解放された後、第2軍付の埋葬確認部隊（Grave Registration Unit）が市街地に入り、連合国軍の戦死者の確認および収容を開始した。この際に1700人以上の戦死者の遺体が収容され、アルンヘム・オーステルベーク戦没者墓地に埋葬されたが、バスキーフィールドのものとされる遺体は発見されなかった。埋葬者の中には数百人の身元不明者が含まれるが、いずれもバスキーフィールドが戦死したアカシアラーン付近から回収されたものではない。その代わり、バスキーフィールドの名はグルースベーク記念碑に刻まれた。この記念碑は1944年8月から終戦までに戦死した連合国軍将兵のうち、正式に埋葬されていない者を記念する為に建てられた。アルンヘムを巡る戦いでは、バスキーフィールドの他にサウススタッフォードシャー連隊第2大隊B中隊長ロバート・カイン少佐など4名のヴィクトリア十字章受章者が出ている。第2大隊は、第二次世界大戦中のイギリス陸軍において、1つの戦いの中で2人のヴィクトリア十字章受章者を出した唯一の大隊である。
彼のヴィクトリア十字章はスタッフォードシャーのウィッティントンにあるスタッフォードシャー連隊博物館にて展示されている。1990年、ストーク＝オン＝トレントのフェスティバル・ハイツにて、彫刻家スティーブン・ホワイトとマイケル・タルボット（Michael Talbot）によってバスキーフィールドの彫像が建てられた。故郷バーズレムには、彼の名に因むジョン・バスキーフィールドV.C.英国国教会小学校（John Baskeyfield V.C. C of E Primary School）があった。同校は2014年3月1日に聖ナサニエルアカデミー（Saint Nathaniel's Academy）と改称されるまで、同名の教会が存在しないにもかかわらず、特別措置としてバスキーフィールドの名を使用していた。画家テレンス・クーネオはバスキーフィールドの最後の戦いを題材とした戦争画を発表した。1969年にはスタッフォードシャーの映画会社がバスキーフィールドを題材とした短編映画『Baskeyfield VC』を発表した。
ベネーデンドルプス通りとアカシアラーンの角にある、バスキーフィールドが2度目に操作した砲があった場所にある木は、彼の名からジャック・バスキーフィールドの木（Jack Baskeyfield Tree）と呼ばれている。